# Tunnel Lefortovo
Le tunnel Lefortovo (en russe : Лефортовский тоннель) est un tunnel routier à Moscou, en Russie, faisant partie du 3e périphérique autoroutier (en russe : 3-го транспортного кольца, aussi : Третье транспортное кольцо (ТТК)). Il a été construit entre 2001 et 2003 (inauguré en décembre 2003). L'ensemble des travaux mesure 3,2 km. La partie creusée sous le parc Lefortovo et la rivière Iaouza à l'aide d'une foreuse mesure 2 × 2,2 km. Ce sont deux cylindres d'un diamètre de 14,2 mètres. 
En guise de comparaison, le Tunnel Prado-Carénage à Marseille mesure 2,5 km, le tunnel Giovanni XXIII  à Rome mesure 2,9 km, le tunnel du Port de Dublin, 4,5 km, et le tunnel Södra Länken à Stockholm, 4,5 km.
La partie du tunnel passant sous la rivière ayant quelques fuites, des plaques de verglas peuvent se former très facilement pendant l'hiver où les températures peuvent descendre jusqu'à -35 °C (comme en 2005). Le tunnel est connu des nombreux internautes qui ont vu la vidéo : Lefortovo - le tunnel de la mort (Лефортово - тоннель смерти). Cette vidéo circulant sur Internet (Youtube, Metacafe etc.) compile des séquences d’accidents de véhicules enregistrées par des caméras de surveillance.

## Motivations
La ville de Moscou a décidé de construire un tunnel à cet endroit pour compléter une route périphérique tout en préservant un lieu patrimonial : Lefortovo Nemetskaïa sloboda. Il y a une caserne militaire, des bâtiments historiques du XIIIe siècle, le parc Lefortovo avec fontaines et lacs... 
Le projet du troisième périphérique circulaire routier a été amorcé en 1998. Son utilité est de faciliter le transport. Il comporte entre 3 et 4 voies dans chaque direction.

## Réalisation
Le tunnel a été réalisé entre 2001 et 2003.
Son coût a été estimé à 600 millions de dollars américains par la Banque mondiale. Le maître d'œuvre a été la ville de Moscou. L'entrepreneur général : la société russe Transstroy (трансстрой).
La technologie pour le creusage du tunnel : la société allemande Herrenknecht AG.
L'exécution du creusage : la société française Vinci.

## Utilisation
Le tunnel a été inauguré le 5 décembre 2003. On a rencontré des difficultés : chaussée glissante, smog...
Actuellement, le trafic moyen est de 3 800 voitures à l'heure.